# Sangala aenea
Sangala aenea är en fjärilsart som beskrevs av W. Warren 1904. Sangala aenea ingår i släktet Sangala och familjen mätare. Inga underarter finns listade.